# Carrossel
Carrossel – brazylijska telenowela z 2012 roku. Została napisana przez Íris Abravanel, w reżyserii Reynaldo Boury.

## W rolach głównych
- Rosanne Mulholland – Helena Fernandez
- Larissa Manoela – Maria Joaquina
- Jean Paulo Campos – Cirilo Rivera
- Lívia Andrade – Suzana Bustamanche
- Gustavo Wabner – Renê Magalhães
- Guilherme Seta – Davi Rabinovich
- Maísa Silva – Valéria Ferreira
- Gustavo Daneluz – Mário Ayala
- Léo Belmonte – Jorge Cavalieri
- Nicholas Torres – Jaime Pallilo
- Stefany Vaz – Carmen Carrilho
- Aysha Benelli – Laura Gianolli
- Thomaz Costa – Daniel Zapata
- Lucas Santos – Paulo Guerra
- Matheus Ueta – Kokimoto Mishima
- Ana Victória Zimmermann – Marcelina Guerra
- Konstantino Atanassopulos – Adriano Ramos
- Victória Diniz – Bibi Smith
- Fernanda Concon – Alícia Gusman
- Esther Marcos – Margarida
- Kiane Porfirio – Clementina